# گالو پلازا لاسو
گالو پلازا لاسو (به اسپانیایی: Galo Plaza Lasso) (زاده ۱۷ فوریه ۱۹۰۶ – درگذشته ۲۸ ژانویه ۱۹۸۷) سیاستمدار و دولتمردی بود که از سال ۱۹۴۸ (میلادی) تا سال ۱۹۵۲ رئیس‌جمهور کشور اکوادور و هم‌چنین دبیرکل سازمان کشورهای آمریکایی از سال ۱۹۶۸ تا سال ۱۹۷۵ بود. او پسر رئیس‌جمهور سابق اکوادور، لئونیداس پلازا لاسو بود.